# Passiflora longiracemosa
Passiflora longiracemosa är en passionsblomsväxtart som beskrevs av Adolpho Ducke. Passiflora longiracemosa ingår i släktet passionsblommor, och familjen passionsblomsväxter. Inga underarter finns listade i Catalogue of Life.